# John Le Patourel
John Le Patourel né le 29 juillet 1909 à Guernesey et mort le 22 juillet 1981, est un universitaire et historien britannique originaire de Guernesey. 

## Biographie
John Le Patourel fit ses études secondaires au collège Elisabeth de Saint-Pierre-Port, puis des études supérieures au Jesus College de l'université d'Oxford. Il obtint un baccalaureat of Art en Histoire moderne à Oxford, suivi en 1931 d'un Philosophiæ doctor.
En 1933, il commence une carrière dans l'enseignement à l'University College de Londres comme maître-assistant, puis maître de conférences en 1936, avant de devenir maître de recherche en histoire médiévale à l'Université de Londres en 1943. En 1938, il participe à Guernesey à la "Semaine du Droit normand".
Après la Seconde Guerre mondiale, il devint professeur d'histoire à l'université de Leeds en 1945. En 1967 il est nommé Directeur du département des Hautes Études médiévales.
En 1972, il est admis comme membre "Fellow" (FBA) de la British Academy. 
En 1974, il est distingué comme professeur émérite.
Il meurt le 22 juillet 1981. Il était marié à Hilda Elizabeth Jean Bird (1915-2011) depuis 1939 qui était maître de conférences à l'université de Leeds et spécialiste en céramiques médiévales. Sa veuve donna à l'université de Leeds, l'ensemble de la documentation historique personnelle de son mari comme fonds documentaire.
Il était membre fondateur de la Guernsey Society.